# The Pretenders
A The Pretenders egy brit-amerikai rock együttes Herefordból. Az együttest 1978-ban alapították. Egyik legnagyobb sikert hozó albumuk az 1980-ban megjelent Pretenders, amely szerepel az 1001 lemez, amit hallanod kell, mielőtt meghalsz című könyvben.

## Diszkográfia
- Pretenders (1980)
- Pretenders II (1981)
- Learning to Crawl (1984)
- Get Close (1986)
- Packed! (1990)
- Last of the Independents (1994)
- The Isle of View (1995)
- Viva el Amor (1999)
- Loose Screw (2002)
- Break Up the Concrete (2008)
- Alone (2016)
- Hate for Sale (2020)

## Fordítás
- Ez a szócikk részben vagy egészben  a   The Pretenders című angol Wikipédia-szócikk fordításán alapul.  Az eredeti cikk szerkesztőit annak laptörténete sorolja fel. Ez a jelzés csupán a megfogalmazás eredetét és a szerzői jogokat jelzi, nem szolgál a cikkben szereplő információk forrásmegjelöléseként.